# Michal Dragoun
Michal Dragoun (1º marzo 1974) è un compositore di scacchi ceco.
Ha pubblicato oltre 1000 problemi, ottenendo circa 600 tra premi, menzioni onorevoli e lodi. Compone prevalentemente problemi di aiutomatto, anche con pezzi eterodossi (Fairy). Ha vinto il campionato del mondo di composizione 2004-2006 nella sezione Fairy e nello stesso campionato si è classificato terzo nella sezione aiutomatti.
È Giudice Internazionale per la composizione dal 2008, Grande Maestro della soluzione dal 2010 e Grande Maestro della composizione dal 2012.
È stato editore della rivista ceca Šachová skladba e della sezione aiutomatti della rivista slovacca Pat a Mat.
Tre suoi problemi:
|   | a | b | c | d | e | f | g | h |   |
| 8 | b8 alfiere del bianco · f7 pedone del nero · f6 torre del nero · g6 alfiere del nero · b4 cavallo del bianco · e3 pedone del bianco · f3 pedone del nero · g3 cavallo del bianco · d2 re del nero · e2 pedone del nero · f2 re del bianco · c1 torre del bianco · e1 torre del bianco | b8 alfiere del bianco · f7 pedone del nero · f6 torre del nero · g6 alfiere del nero · b4 cavallo del bianco · e3 pedone del bianco · f3 pedone del nero · g3 cavallo del bianco · d2 re del nero · e2 pedone del nero · f2 re del bianco · c1 torre del bianco · e1 torre del bianco | b8 alfiere del bianco · f7 pedone del nero · f6 torre del nero · g6 alfiere del nero · b4 cavallo del bianco · e3 pedone del bianco · f3 pedone del nero · g3 cavallo del bianco · d2 re del nero · e2 pedone del nero · f2 re del bianco · c1 torre del bianco · e1 torre del bianco | b8 alfiere del bianco · f7 pedone del nero · f6 torre del nero · g6 alfiere del nero · b4 cavallo del bianco · e3 pedone del bianco · f3 pedone del nero · g3 cavallo del bianco · d2 re del nero · e2 pedone del nero · f2 re del bianco · c1 torre del bianco · e1 torre del bianco | b8 alfiere del bianco · f7 pedone del nero · f6 torre del nero · g6 alfiere del nero · b4 cavallo del bianco · e3 pedone del bianco · f3 pedone del nero · g3 cavallo del bianco · d2 re del nero · e2 pedone del nero · f2 re del bianco · c1 torre del bianco · e1 torre del bianco | b8 alfiere del bianco · f7 pedone del nero · f6 torre del nero · g6 alfiere del nero · b4 cavallo del bianco · e3 pedone del bianco · f3 pedone del nero · g3 cavallo del bianco · d2 re del nero · e2 pedone del nero · f2 re del bianco · c1 torre del bianco · e1 torre del bianco | b8 alfiere del bianco · f7 pedone del nero · f6 torre del nero · g6 alfiere del nero · b4 cavallo del bianco · e3 pedone del bianco · f3 pedone del nero · g3 cavallo del bianco · d2 re del nero · e2 pedone del nero · f2 re del bianco · c1 torre del bianco · e1 torre del bianco | b8 alfiere del bianco · f7 pedone del nero · f6 torre del nero · g6 alfiere del nero · b4 cavallo del bianco · e3 pedone del bianco · f3 pedone del nero · g3 cavallo del bianco · d2 re del nero · e2 pedone del nero · f2 re del bianco · c1 torre del bianco · e1 torre del bianco | 8 |
| 7 | b8 alfiere del bianco · f7 pedone del nero · f6 torre del nero · g6 alfiere del nero · b4 cavallo del bianco · e3 pedone del bianco · f3 pedone del nero · g3 cavallo del bianco · d2 re del nero · e2 pedone del nero · f2 re del bianco · c1 torre del bianco · e1 torre del bianco | b8 alfiere del bianco · f7 pedone del nero · f6 torre del nero · g6 alfiere del nero · b4 cavallo del bianco · e3 pedone del bianco · f3 pedone del nero · g3 cavallo del bianco · d2 re del nero · e2 pedone del nero · f2 re del bianco · c1 torre del bianco · e1 torre del bianco | b8 alfiere del bianco · f7 pedone del nero · f6 torre del nero · g6 alfiere del nero · b4 cavallo del bianco · e3 pedone del bianco · f3 pedone del nero · g3 cavallo del bianco · d2 re del nero · e2 pedone del nero · f2 re del bianco · c1 torre del bianco · e1 torre del bianco | b8 alfiere del bianco · f7 pedone del nero · f6 torre del nero · g6 alfiere del nero · b4 cavallo del bianco · e3 pedone del bianco · f3 pedone del nero · g3 cavallo del bianco · d2 re del nero · e2 pedone del nero · f2 re del bianco · c1 torre del bianco · e1 torre del bianco | b8 alfiere del bianco · f7 pedone del nero · f6 torre del nero · g6 alfiere del nero · b4 cavallo del bianco · e3 pedone del bianco · f3 pedone del nero · g3 cavallo del bianco · d2 re del nero · e2 pedone del nero · f2 re del bianco · c1 torre del bianco · e1 torre del bianco | b8 alfiere del bianco · f7 pedone del nero · f6 torre del nero · g6 alfiere del nero · b4 cavallo del bianco · e3 pedone del bianco · f3 pedone del nero · g3 cavallo del bianco · d2 re del nero · e2 pedone del nero · f2 re del bianco · c1 torre del bianco · e1 torre del bianco | b8 alfiere del bianco · f7 pedone del nero · f6 torre del nero · g6 alfiere del nero · b4 cavallo del bianco · e3 pedone del bianco · f3 pedone del nero · g3 cavallo del bianco · d2 re del nero · e2 pedone del nero · f2 re del bianco · c1 torre del bianco · e1 torre del bianco | b8 alfiere del bianco · f7 pedone del nero · f6 torre del nero · g6 alfiere del nero · b4 cavallo del bianco · e3 pedone del bianco · f3 pedone del nero · g3 cavallo del bianco · d2 re del nero · e2 pedone del nero · f2 re del bianco · c1 torre del bianco · e1 torre del bianco | 7 |
| 6 | b8 alfiere del bianco · f7 pedone del nero · f6 torre del nero · g6 alfiere del nero · b4 cavallo del bianco · e3 pedone del bianco · f3 pedone del nero · g3 cavallo del bianco · d2 re del nero · e2 pedone del nero · f2 re del bianco · c1 torre del bianco · e1 torre del bianco | b8 alfiere del bianco · f7 pedone del nero · f6 torre del nero · g6 alfiere del nero · b4 cavallo del bianco · e3 pedone del bianco · f3 pedone del nero · g3 cavallo del bianco · d2 re del nero · e2 pedone del nero · f2 re del bianco · c1 torre del bianco · e1 torre del bianco | b8 alfiere del bianco · f7 pedone del nero · f6 torre del nero · g6 alfiere del nero · b4 cavallo del bianco · e3 pedone del bianco · f3 pedone del nero · g3 cavallo del bianco · d2 re del nero · e2 pedone del nero · f2 re del bianco · c1 torre del bianco · e1 torre del bianco | b8 alfiere del bianco · f7 pedone del nero · f6 torre del nero · g6 alfiere del nero · b4 cavallo del bianco · e3 pedone del bianco · f3 pedone del nero · g3 cavallo del bianco · d2 re del nero · e2 pedone del nero · f2 re del bianco · c1 torre del bianco · e1 torre del bianco | b8 alfiere del bianco · f7 pedone del nero · f6 torre del nero · g6 alfiere del nero · b4 cavallo del bianco · e3 pedone del bianco · f3 pedone del nero · g3 cavallo del bianco · d2 re del nero · e2 pedone del nero · f2 re del bianco · c1 torre del bianco · e1 torre del bianco | b8 alfiere del bianco · f7 pedone del nero · f6 torre del nero · g6 alfiere del nero · b4 cavallo del bianco · e3 pedone del bianco · f3 pedone del nero · g3 cavallo del bianco · d2 re del nero · e2 pedone del nero · f2 re del bianco · c1 torre del bianco · e1 torre del bianco | b8 alfiere del bianco · f7 pedone del nero · f6 torre del nero · g6 alfiere del nero · b4 cavallo del bianco · e3 pedone del bianco · f3 pedone del nero · g3 cavallo del bianco · d2 re del nero · e2 pedone del nero · f2 re del bianco · c1 torre del bianco · e1 torre del bianco | b8 alfiere del bianco · f7 pedone del nero · f6 torre del nero · g6 alfiere del nero · b4 cavallo del bianco · e3 pedone del bianco · f3 pedone del nero · g3 cavallo del bianco · d2 re del nero · e2 pedone del nero · f2 re del bianco · c1 torre del bianco · e1 torre del bianco | 6 |
| 5 | b8 alfiere del bianco · f7 pedone del nero · f6 torre del nero · g6 alfiere del nero · b4 cavallo del bianco · e3 pedone del bianco · f3 pedone del nero · g3 cavallo del bianco · d2 re del nero · e2 pedone del nero · f2 re del bianco · c1 torre del bianco · e1 torre del bianco | b8 alfiere del bianco · f7 pedone del nero · f6 torre del nero · g6 alfiere del nero · b4 cavallo del bianco · e3 pedone del bianco · f3 pedone del nero · g3 cavallo del bianco · d2 re del nero · e2 pedone del nero · f2 re del bianco · c1 torre del bianco · e1 torre del bianco | b8 alfiere del bianco · f7 pedone del nero · f6 torre del nero · g6 alfiere del nero · b4 cavallo del bianco · e3 pedone del bianco · f3 pedone del nero · g3 cavallo del bianco · d2 re del nero · e2 pedone del nero · f2 re del bianco · c1 torre del bianco · e1 torre del bianco | b8 alfiere del bianco · f7 pedone del nero · f6 torre del nero · g6 alfiere del nero · b4 cavallo del bianco · e3 pedone del bianco · f3 pedone del nero · g3 cavallo del bianco · d2 re del nero · e2 pedone del nero · f2 re del bianco · c1 torre del bianco · e1 torre del bianco | b8 alfiere del bianco · f7 pedone del nero · f6 torre del nero · g6 alfiere del nero · b4 cavallo del bianco · e3 pedone del bianco · f3 pedone del nero · g3 cavallo del bianco · d2 re del nero · e2 pedone del nero · f2 re del bianco · c1 torre del bianco · e1 torre del bianco | b8 alfiere del bianco · f7 pedone del nero · f6 torre del nero · g6 alfiere del nero · b4 cavallo del bianco · e3 pedone del bianco · f3 pedone del nero · g3 cavallo del bianco · d2 re del nero · e2 pedone del nero · f2 re del bianco · c1 torre del bianco · e1 torre del bianco | b8 alfiere del bianco · f7 pedone del nero · f6 torre del nero · g6 alfiere del nero · b4 cavallo del bianco · e3 pedone del bianco · f3 pedone del nero · g3 cavallo del bianco · d2 re del nero · e2 pedone del nero · f2 re del bianco · c1 torre del bianco · e1 torre del bianco | b8 alfiere del bianco · f7 pedone del nero · f6 torre del nero · g6 alfiere del nero · b4 cavallo del bianco · e3 pedone del bianco · f3 pedone del nero · g3 cavallo del bianco · d2 re del nero · e2 pedone del nero · f2 re del bianco · c1 torre del bianco · e1 torre del bianco | 5 |
| 4 | b8 alfiere del bianco · f7 pedone del nero · f6 torre del nero · g6 alfiere del nero · b4 cavallo del bianco · e3 pedone del bianco · f3 pedone del nero · g3 cavallo del bianco · d2 re del nero · e2 pedone del nero · f2 re del bianco · c1 torre del bianco · e1 torre del bianco | b8 alfiere del bianco · f7 pedone del nero · f6 torre del nero · g6 alfiere del nero · b4 cavallo del bianco · e3 pedone del bianco · f3 pedone del nero · g3 cavallo del bianco · d2 re del nero · e2 pedone del nero · f2 re del bianco · c1 torre del bianco · e1 torre del bianco | b8 alfiere del bianco · f7 pedone del nero · f6 torre del nero · g6 alfiere del nero · b4 cavallo del bianco · e3 pedone del bianco · f3 pedone del nero · g3 cavallo del bianco · d2 re del nero · e2 pedone del nero · f2 re del bianco · c1 torre del bianco · e1 torre del bianco | b8 alfiere del bianco · f7 pedone del nero · f6 torre del nero · g6 alfiere del nero · b4 cavallo del bianco · e3 pedone del bianco · f3 pedone del nero · g3 cavallo del bianco · d2 re del nero · e2 pedone del nero · f2 re del bianco · c1 torre del bianco · e1 torre del bianco | b8 alfiere del bianco · f7 pedone del nero · f6 torre del nero · g6 alfiere del nero · b4 cavallo del bianco · e3 pedone del bianco · f3 pedone del nero · g3 cavallo del bianco · d2 re del nero · e2 pedone del nero · f2 re del bianco · c1 torre del bianco · e1 torre del bianco | b8 alfiere del bianco · f7 pedone del nero · f6 torre del nero · g6 alfiere del nero · b4 cavallo del bianco · e3 pedone del bianco · f3 pedone del nero · g3 cavallo del bianco · d2 re del nero · e2 pedone del nero · f2 re del bianco · c1 torre del bianco · e1 torre del bianco | b8 alfiere del bianco · f7 pedone del nero · f6 torre del nero · g6 alfiere del nero · b4 cavallo del bianco · e3 pedone del bianco · f3 pedone del nero · g3 cavallo del bianco · d2 re del nero · e2 pedone del nero · f2 re del bianco · c1 torre del bianco · e1 torre del bianco | b8 alfiere del bianco · f7 pedone del nero · f6 torre del nero · g6 alfiere del nero · b4 cavallo del bianco · e3 pedone del bianco · f3 pedone del nero · g3 cavallo del bianco · d2 re del nero · e2 pedone del nero · f2 re del bianco · c1 torre del bianco · e1 torre del bianco | 4 |
| 3 | b8 alfiere del bianco · f7 pedone del nero · f6 torre del nero · g6 alfiere del nero · b4 cavallo del bianco · e3 pedone del bianco · f3 pedone del nero · g3 cavallo del bianco · d2 re del nero · e2 pedone del nero · f2 re del bianco · c1 torre del bianco · e1 torre del bianco | b8 alfiere del bianco · f7 pedone del nero · f6 torre del nero · g6 alfiere del nero · b4 cavallo del bianco · e3 pedone del bianco · f3 pedone del nero · g3 cavallo del bianco · d2 re del nero · e2 pedone del nero · f2 re del bianco · c1 torre del bianco · e1 torre del bianco | b8 alfiere del bianco · f7 pedone del nero · f6 torre del nero · g6 alfiere del nero · b4 cavallo del bianco · e3 pedone del bianco · f3 pedone del nero · g3 cavallo del bianco · d2 re del nero · e2 pedone del nero · f2 re del bianco · c1 torre del bianco · e1 torre del bianco | b8 alfiere del bianco · f7 pedone del nero · f6 torre del nero · g6 alfiere del nero · b4 cavallo del bianco · e3 pedone del bianco · f3 pedone del nero · g3 cavallo del bianco · d2 re del nero · e2 pedone del nero · f2 re del bianco · c1 torre del bianco · e1 torre del bianco | b8 alfiere del bianco · f7 pedone del nero · f6 torre del nero · g6 alfiere del nero · b4 cavallo del bianco · e3 pedone del bianco · f3 pedone del nero · g3 cavallo del bianco · d2 re del nero · e2 pedone del nero · f2 re del bianco · c1 torre del bianco · e1 torre del bianco | b8 alfiere del bianco · f7 pedone del nero · f6 torre del nero · g6 alfiere del nero · b4 cavallo del bianco · e3 pedone del bianco · f3 pedone del nero · g3 cavallo del bianco · d2 re del nero · e2 pedone del nero · f2 re del bianco · c1 torre del bianco · e1 torre del bianco | b8 alfiere del bianco · f7 pedone del nero · f6 torre del nero · g6 alfiere del nero · b4 cavallo del bianco · e3 pedone del bianco · f3 pedone del nero · g3 cavallo del bianco · d2 re del nero · e2 pedone del nero · f2 re del bianco · c1 torre del bianco · e1 torre del bianco | b8 alfiere del bianco · f7 pedone del nero · f6 torre del nero · g6 alfiere del nero · b4 cavallo del bianco · e3 pedone del bianco · f3 pedone del nero · g3 cavallo del bianco · d2 re del nero · e2 pedone del nero · f2 re del bianco · c1 torre del bianco · e1 torre del bianco | 3 |
| 2 | b8 alfiere del bianco · f7 pedone del nero · f6 torre del nero · g6 alfiere del nero · b4 cavallo del bianco · e3 pedone del bianco · f3 pedone del nero · g3 cavallo del bianco · d2 re del nero · e2 pedone del nero · f2 re del bianco · c1 torre del bianco · e1 torre del bianco | b8 alfiere del bianco · f7 pedone del nero · f6 torre del nero · g6 alfiere del nero · b4 cavallo del bianco · e3 pedone del bianco · f3 pedone del nero · g3 cavallo del bianco · d2 re del nero · e2 pedone del nero · f2 re del bianco · c1 torre del bianco · e1 torre del bianco | b8 alfiere del bianco · f7 pedone del nero · f6 torre del nero · g6 alfiere del nero · b4 cavallo del bianco · e3 pedone del bianco · f3 pedone del nero · g3 cavallo del bianco · d2 re del nero · e2 pedone del nero · f2 re del bianco · c1 torre del bianco · e1 torre del bianco | b8 alfiere del bianco · f7 pedone del nero · f6 torre del nero · g6 alfiere del nero · b4 cavallo del bianco · e3 pedone del bianco · f3 pedone del nero · g3 cavallo del bianco · d2 re del nero · e2 pedone del nero · f2 re del bianco · c1 torre del bianco · e1 torre del bianco | b8 alfiere del bianco · f7 pedone del nero · f6 torre del nero · g6 alfiere del nero · b4 cavallo del bianco · e3 pedone del bianco · f3 pedone del nero · g3 cavallo del bianco · d2 re del nero · e2 pedone del nero · f2 re del bianco · c1 torre del bianco · e1 torre del bianco | b8 alfiere del bianco · f7 pedone del nero · f6 torre del nero · g6 alfiere del nero · b4 cavallo del bianco · e3 pedone del bianco · f3 pedone del nero · g3 cavallo del bianco · d2 re del nero · e2 pedone del nero · f2 re del bianco · c1 torre del bianco · e1 torre del bianco | b8 alfiere del bianco · f7 pedone del nero · f6 torre del nero · g6 alfiere del nero · b4 cavallo del bianco · e3 pedone del bianco · f3 pedone del nero · g3 cavallo del bianco · d2 re del nero · e2 pedone del nero · f2 re del bianco · c1 torre del bianco · e1 torre del bianco | b8 alfiere del bianco · f7 pedone del nero · f6 torre del nero · g6 alfiere del nero · b4 cavallo del bianco · e3 pedone del bianco · f3 pedone del nero · g3 cavallo del bianco · d2 re del nero · e2 pedone del nero · f2 re del bianco · c1 torre del bianco · e1 torre del bianco | 2 |
| 1 | b8 alfiere del bianco · f7 pedone del nero · f6 torre del nero · g6 alfiere del nero · b4 cavallo del bianco · e3 pedone del bianco · f3 pedone del nero · g3 cavallo del bianco · d2 re del nero · e2 pedone del nero · f2 re del bianco · c1 torre del bianco · e1 torre del bianco | b8 alfiere del bianco · f7 pedone del nero · f6 torre del nero · g6 alfiere del nero · b4 cavallo del bianco · e3 pedone del bianco · f3 pedone del nero · g3 cavallo del bianco · d2 re del nero · e2 pedone del nero · f2 re del bianco · c1 torre del bianco · e1 torre del bianco | b8 alfiere del bianco · f7 pedone del nero · f6 torre del nero · g6 alfiere del nero · b4 cavallo del bianco · e3 pedone del bianco · f3 pedone del nero · g3 cavallo del bianco · d2 re del nero · e2 pedone del nero · f2 re del bianco · c1 torre del bianco · e1 torre del bianco | b8 alfiere del bianco · f7 pedone del nero · f6 torre del nero · g6 alfiere del nero · b4 cavallo del bianco · e3 pedone del bianco · f3 pedone del nero · g3 cavallo del bianco · d2 re del nero · e2 pedone del nero · f2 re del bianco · c1 torre del bianco · e1 torre del bianco | b8 alfiere del bianco · f7 pedone del nero · f6 torre del nero · g6 alfiere del nero · b4 cavallo del bianco · e3 pedone del bianco · f3 pedone del nero · g3 cavallo del bianco · d2 re del nero · e2 pedone del nero · f2 re del bianco · c1 torre del bianco · e1 torre del bianco | b8 alfiere del bianco · f7 pedone del nero · f6 torre del nero · g6 alfiere del nero · b4 cavallo del bianco · e3 pedone del bianco · f3 pedone del nero · g3 cavallo del bianco · d2 re del nero · e2 pedone del nero · f2 re del bianco · c1 torre del bianco · e1 torre del bianco | b8 alfiere del bianco · f7 pedone del nero · f6 torre del nero · g6 alfiere del nero · b4 cavallo del bianco · e3 pedone del bianco · f3 pedone del nero · g3 cavallo del bianco · d2 re del nero · e2 pedone del nero · f2 re del bianco · c1 torre del bianco · e1 torre del bianco | b8 alfiere del bianco · f7 pedone del nero · f6 torre del nero · g6 alfiere del nero · b4 cavallo del bianco · e3 pedone del bianco · f3 pedone del nero · g3 cavallo del bianco · d2 re del nero · e2 pedone del nero · f2 re del bianco · c1 torre del bianco · e1 torre del bianco | 1 |
|   | a | b | c | d | e | f | g | h |   |

Soluzione:
a) Diagramma 1. e4!  [2. Tc2#]

1. ... Tc6  2. Af4#

1. ... Axe4  2. Cxe4#
b) 1. Af4!  [2. e4#]

1. ... Td3, Ac2  2. T(x)c2#

|   | a | b | c | d | e | f | g | h |   |
| 8 | b8 torre del bianco · g8 alfiere del bianco · h8 alfiere del nero · b7 donna del nero · e7 pedone del bianco · g7 alfiere del bianco · d6 pedone del nero · f6 re del bianco · g6 pedone del bianco · d5 torre del nero · g5 pedone del bianco · a4 pedone del nero · e4 alfiere del nero · h4 torre del bianco · a3 pedone del nero · b3 cavallo del bianco · c3 re del nero · d3 cavallo del nero · c2 pedone del nero · g2 pedone del nero | b8 torre del bianco · g8 alfiere del bianco · h8 alfiere del nero · b7 donna del nero · e7 pedone del bianco · g7 alfiere del bianco · d6 pedone del nero · f6 re del bianco · g6 pedone del bianco · d5 torre del nero · g5 pedone del bianco · a4 pedone del nero · e4 alfiere del nero · h4 torre del bianco · a3 pedone del nero · b3 cavallo del bianco · c3 re del nero · d3 cavallo del nero · c2 pedone del nero · g2 pedone del nero | b8 torre del bianco · g8 alfiere del bianco · h8 alfiere del nero · b7 donna del nero · e7 pedone del bianco · g7 alfiere del bianco · d6 pedone del nero · f6 re del bianco · g6 pedone del bianco · d5 torre del nero · g5 pedone del bianco · a4 pedone del nero · e4 alfiere del nero · h4 torre del bianco · a3 pedone del nero · b3 cavallo del bianco · c3 re del nero · d3 cavallo del nero · c2 pedone del nero · g2 pedone del nero | b8 torre del bianco · g8 alfiere del bianco · h8 alfiere del nero · b7 donna del nero · e7 pedone del bianco · g7 alfiere del bianco · d6 pedone del nero · f6 re del bianco · g6 pedone del bianco · d5 torre del nero · g5 pedone del bianco · a4 pedone del nero · e4 alfiere del nero · h4 torre del bianco · a3 pedone del nero · b3 cavallo del bianco · c3 re del nero · d3 cavallo del nero · c2 pedone del nero · g2 pedone del nero | b8 torre del bianco · g8 alfiere del bianco · h8 alfiere del nero · b7 donna del nero · e7 pedone del bianco · g7 alfiere del bianco · d6 pedone del nero · f6 re del bianco · g6 pedone del bianco · d5 torre del nero · g5 pedone del bianco · a4 pedone del nero · e4 alfiere del nero · h4 torre del bianco · a3 pedone del nero · b3 cavallo del bianco · c3 re del nero · d3 cavallo del nero · c2 pedone del nero · g2 pedone del nero | b8 torre del bianco · g8 alfiere del bianco · h8 alfiere del nero · b7 donna del nero · e7 pedone del bianco · g7 alfiere del bianco · d6 pedone del nero · f6 re del bianco · g6 pedone del bianco · d5 torre del nero · g5 pedone del bianco · a4 pedone del nero · e4 alfiere del nero · h4 torre del bianco · a3 pedone del nero · b3 cavallo del bianco · c3 re del nero · d3 cavallo del nero · c2 pedone del nero · g2 pedone del nero | b8 torre del bianco · g8 alfiere del bianco · h8 alfiere del nero · b7 donna del nero · e7 pedone del bianco · g7 alfiere del bianco · d6 pedone del nero · f6 re del bianco · g6 pedone del bianco · d5 torre del nero · g5 pedone del bianco · a4 pedone del nero · e4 alfiere del nero · h4 torre del bianco · a3 pedone del nero · b3 cavallo del bianco · c3 re del nero · d3 cavallo del nero · c2 pedone del nero · g2 pedone del nero | b8 torre del bianco · g8 alfiere del bianco · h8 alfiere del nero · b7 donna del nero · e7 pedone del bianco · g7 alfiere del bianco · d6 pedone del nero · f6 re del bianco · g6 pedone del bianco · d5 torre del nero · g5 pedone del bianco · a4 pedone del nero · e4 alfiere del nero · h4 torre del bianco · a3 pedone del nero · b3 cavallo del bianco · c3 re del nero · d3 cavallo del nero · c2 pedone del nero · g2 pedone del nero | 8 |
| 7 | b8 torre del bianco · g8 alfiere del bianco · h8 alfiere del nero · b7 donna del nero · e7 pedone del bianco · g7 alfiere del bianco · d6 pedone del nero · f6 re del bianco · g6 pedone del bianco · d5 torre del nero · g5 pedone del bianco · a4 pedone del nero · e4 alfiere del nero · h4 torre del bianco · a3 pedone del nero · b3 cavallo del bianco · c3 re del nero · d3 cavallo del nero · c2 pedone del nero · g2 pedone del nero | b8 torre del bianco · g8 alfiere del bianco · h8 alfiere del nero · b7 donna del nero · e7 pedone del bianco · g7 alfiere del bianco · d6 pedone del nero · f6 re del bianco · g6 pedone del bianco · d5 torre del nero · g5 pedone del bianco · a4 pedone del nero · e4 alfiere del nero · h4 torre del bianco · a3 pedone del nero · b3 cavallo del bianco · c3 re del nero · d3 cavallo del nero · c2 pedone del nero · g2 pedone del nero | b8 torre del bianco · g8 alfiere del bianco · h8 alfiere del nero · b7 donna del nero · e7 pedone del bianco · g7 alfiere del bianco · d6 pedone del nero · f6 re del bianco · g6 pedone del bianco · d5 torre del nero · g5 pedone del bianco · a4 pedone del nero · e4 alfiere del nero · h4 torre del bianco · a3 pedone del nero · b3 cavallo del bianco · c3 re del nero · d3 cavallo del nero · c2 pedone del nero · g2 pedone del nero | b8 torre del bianco · g8 alfiere del bianco · h8 alfiere del nero · b7 donna del nero · e7 pedone del bianco · g7 alfiere del bianco · d6 pedone del nero · f6 re del bianco · g6 pedone del bianco · d5 torre del nero · g5 pedone del bianco · a4 pedone del nero · e4 alfiere del nero · h4 torre del bianco · a3 pedone del nero · b3 cavallo del bianco · c3 re del nero · d3 cavallo del nero · c2 pedone del nero · g2 pedone del nero | b8 torre del bianco · g8 alfiere del bianco · h8 alfiere del nero · b7 donna del nero · e7 pedone del bianco · g7 alfiere del bianco · d6 pedone del nero · f6 re del bianco · g6 pedone del bianco · d5 torre del nero · g5 pedone del bianco · a4 pedone del nero · e4 alfiere del nero · h4 torre del bianco · a3 pedone del nero · b3 cavallo del bianco · c3 re del nero · d3 cavallo del nero · c2 pedone del nero · g2 pedone del nero | b8 torre del bianco · g8 alfiere del bianco · h8 alfiere del nero · b7 donna del nero · e7 pedone del bianco · g7 alfiere del bianco · d6 pedone del nero · f6 re del bianco · g6 pedone del bianco · d5 torre del nero · g5 pedone del bianco · a4 pedone del nero · e4 alfiere del nero · h4 torre del bianco · a3 pedone del nero · b3 cavallo del bianco · c3 re del nero · d3 cavallo del nero · c2 pedone del nero · g2 pedone del nero | b8 torre del bianco · g8 alfiere del bianco · h8 alfiere del nero · b7 donna del nero · e7 pedone del bianco · g7 alfiere del bianco · d6 pedone del nero · f6 re del bianco · g6 pedone del bianco · d5 torre del nero · g5 pedone del bianco · a4 pedone del nero · e4 alfiere del nero · h4 torre del bianco · a3 pedone del nero · b3 cavallo del bianco · c3 re del nero · d3 cavallo del nero · c2 pedone del nero · g2 pedone del nero | b8 torre del bianco · g8 alfiere del bianco · h8 alfiere del nero · b7 donna del nero · e7 pedone del bianco · g7 alfiere del bianco · d6 pedone del nero · f6 re del bianco · g6 pedone del bianco · d5 torre del nero · g5 pedone del bianco · a4 pedone del nero · e4 alfiere del nero · h4 torre del bianco · a3 pedone del nero · b3 cavallo del bianco · c3 re del nero · d3 cavallo del nero · c2 pedone del nero · g2 pedone del nero | 7 |
| 6 | b8 torre del bianco · g8 alfiere del bianco · h8 alfiere del nero · b7 donna del nero · e7 pedone del bianco · g7 alfiere del bianco · d6 pedone del nero · f6 re del bianco · g6 pedone del bianco · d5 torre del nero · g5 pedone del bianco · a4 pedone del nero · e4 alfiere del nero · h4 torre del bianco · a3 pedone del nero · b3 cavallo del bianco · c3 re del nero · d3 cavallo del nero · c2 pedone del nero · g2 pedone del nero | b8 torre del bianco · g8 alfiere del bianco · h8 alfiere del nero · b7 donna del nero · e7 pedone del bianco · g7 alfiere del bianco · d6 pedone del nero · f6 re del bianco · g6 pedone del bianco · d5 torre del nero · g5 pedone del bianco · a4 pedone del nero · e4 alfiere del nero · h4 torre del bianco · a3 pedone del nero · b3 cavallo del bianco · c3 re del nero · d3 cavallo del nero · c2 pedone del nero · g2 pedone del nero | b8 torre del bianco · g8 alfiere del bianco · h8 alfiere del nero · b7 donna del nero · e7 pedone del bianco · g7 alfiere del bianco · d6 pedone del nero · f6 re del bianco · g6 pedone del bianco · d5 torre del nero · g5 pedone del bianco · a4 pedone del nero · e4 alfiere del nero · h4 torre del bianco · a3 pedone del nero · b3 cavallo del bianco · c3 re del nero · d3 cavallo del nero · c2 pedone del nero · g2 pedone del nero | b8 torre del bianco · g8 alfiere del bianco · h8 alfiere del nero · b7 donna del nero · e7 pedone del bianco · g7 alfiere del bianco · d6 pedone del nero · f6 re del bianco · g6 pedone del bianco · d5 torre del nero · g5 pedone del bianco · a4 pedone del nero · e4 alfiere del nero · h4 torre del bianco · a3 pedone del nero · b3 cavallo del bianco · c3 re del nero · d3 cavallo del nero · c2 pedone del nero · g2 pedone del nero | b8 torre del bianco · g8 alfiere del bianco · h8 alfiere del nero · b7 donna del nero · e7 pedone del bianco · g7 alfiere del bianco · d6 pedone del nero · f6 re del bianco · g6 pedone del bianco · d5 torre del nero · g5 pedone del bianco · a4 pedone del nero · e4 alfiere del nero · h4 torre del bianco · a3 pedone del nero · b3 cavallo del bianco · c3 re del nero · d3 cavallo del nero · c2 pedone del nero · g2 pedone del nero | b8 torre del bianco · g8 alfiere del bianco · h8 alfiere del nero · b7 donna del nero · e7 pedone del bianco · g7 alfiere del bianco · d6 pedone del nero · f6 re del bianco · g6 pedone del bianco · d5 torre del nero · g5 pedone del bianco · a4 pedone del nero · e4 alfiere del nero · h4 torre del bianco · a3 pedone del nero · b3 cavallo del bianco · c3 re del nero · d3 cavallo del nero · c2 pedone del nero · g2 pedone del nero | b8 torre del bianco · g8 alfiere del bianco · h8 alfiere del nero · b7 donna del nero · e7 pedone del bianco · g7 alfiere del bianco · d6 pedone del nero · f6 re del bianco · g6 pedone del bianco · d5 torre del nero · g5 pedone del bianco · a4 pedone del nero · e4 alfiere del nero · h4 torre del bianco · a3 pedone del nero · b3 cavallo del bianco · c3 re del nero · d3 cavallo del nero · c2 pedone del nero · g2 pedone del nero | b8 torre del bianco · g8 alfiere del bianco · h8 alfiere del nero · b7 donna del nero · e7 pedone del bianco · g7 alfiere del bianco · d6 pedone del nero · f6 re del bianco · g6 pedone del bianco · d5 torre del nero · g5 pedone del bianco · a4 pedone del nero · e4 alfiere del nero · h4 torre del bianco · a3 pedone del nero · b3 cavallo del bianco · c3 re del nero · d3 cavallo del nero · c2 pedone del nero · g2 pedone del nero | 6 |
| 5 | b8 torre del bianco · g8 alfiere del bianco · h8 alfiere del nero · b7 donna del nero · e7 pedone del bianco · g7 alfiere del bianco · d6 pedone del nero · f6 re del bianco · g6 pedone del bianco · d5 torre del nero · g5 pedone del bianco · a4 pedone del nero · e4 alfiere del nero · h4 torre del bianco · a3 pedone del nero · b3 cavallo del bianco · c3 re del nero · d3 cavallo del nero · c2 pedone del nero · g2 pedone del nero | b8 torre del bianco · g8 alfiere del bianco · h8 alfiere del nero · b7 donna del nero · e7 pedone del bianco · g7 alfiere del bianco · d6 pedone del nero · f6 re del bianco · g6 pedone del bianco · d5 torre del nero · g5 pedone del bianco · a4 pedone del nero · e4 alfiere del nero · h4 torre del bianco · a3 pedone del nero · b3 cavallo del bianco · c3 re del nero · d3 cavallo del nero · c2 pedone del nero · g2 pedone del nero | b8 torre del bianco · g8 alfiere del bianco · h8 alfiere del nero · b7 donna del nero · e7 pedone del bianco · g7 alfiere del bianco · d6 pedone del nero · f6 re del bianco · g6 pedone del bianco · d5 torre del nero · g5 pedone del bianco · a4 pedone del nero · e4 alfiere del nero · h4 torre del bianco · a3 pedone del nero · b3 cavallo del bianco · c3 re del nero · d3 cavallo del nero · c2 pedone del nero · g2 pedone del nero | b8 torre del bianco · g8 alfiere del bianco · h8 alfiere del nero · b7 donna del nero · e7 pedone del bianco · g7 alfiere del bianco · d6 pedone del nero · f6 re del bianco · g6 pedone del bianco · d5 torre del nero · g5 pedone del bianco · a4 pedone del nero · e4 alfiere del nero · h4 torre del bianco · a3 pedone del nero · b3 cavallo del bianco · c3 re del nero · d3 cavallo del nero · c2 pedone del nero · g2 pedone del nero | b8 torre del bianco · g8 alfiere del bianco · h8 alfiere del nero · b7 donna del nero · e7 pedone del bianco · g7 alfiere del bianco · d6 pedone del nero · f6 re del bianco · g6 pedone del bianco · d5 torre del nero · g5 pedone del bianco · a4 pedone del nero · e4 alfiere del nero · h4 torre del bianco · a3 pedone del nero · b3 cavallo del bianco · c3 re del nero · d3 cavallo del nero · c2 pedone del nero · g2 pedone del nero | b8 torre del bianco · g8 alfiere del bianco · h8 alfiere del nero · b7 donna del nero · e7 pedone del bianco · g7 alfiere del bianco · d6 pedone del nero · f6 re del bianco · g6 pedone del bianco · d5 torre del nero · g5 pedone del bianco · a4 pedone del nero · e4 alfiere del nero · h4 torre del bianco · a3 pedone del nero · b3 cavallo del bianco · c3 re del nero · d3 cavallo del nero · c2 pedone del nero · g2 pedone del nero | b8 torre del bianco · g8 alfiere del bianco · h8 alfiere del nero · b7 donna del nero · e7 pedone del bianco · g7 alfiere del bianco · d6 pedone del nero · f6 re del bianco · g6 pedone del bianco · d5 torre del nero · g5 pedone del bianco · a4 pedone del nero · e4 alfiere del nero · h4 torre del bianco · a3 pedone del nero · b3 cavallo del bianco · c3 re del nero · d3 cavallo del nero · c2 pedone del nero · g2 pedone del nero | b8 torre del bianco · g8 alfiere del bianco · h8 alfiere del nero · b7 donna del nero · e7 pedone del bianco · g7 alfiere del bianco · d6 pedone del nero · f6 re del bianco · g6 pedone del bianco · d5 torre del nero · g5 pedone del bianco · a4 pedone del nero · e4 alfiere del nero · h4 torre del bianco · a3 pedone del nero · b3 cavallo del bianco · c3 re del nero · d3 cavallo del nero · c2 pedone del nero · g2 pedone del nero | 5 |
| 4 | b8 torre del bianco · g8 alfiere del bianco · h8 alfiere del nero · b7 donna del nero · e7 pedone del bianco · g7 alfiere del bianco · d6 pedone del nero · f6 re del bianco · g6 pedone del bianco · d5 torre del nero · g5 pedone del bianco · a4 pedone del nero · e4 alfiere del nero · h4 torre del bianco · a3 pedone del nero · b3 cavallo del bianco · c3 re del nero · d3 cavallo del nero · c2 pedone del nero · g2 pedone del nero | b8 torre del bianco · g8 alfiere del bianco · h8 alfiere del nero · b7 donna del nero · e7 pedone del bianco · g7 alfiere del bianco · d6 pedone del nero · f6 re del bianco · g6 pedone del bianco · d5 torre del nero · g5 pedone del bianco · a4 pedone del nero · e4 alfiere del nero · h4 torre del bianco · a3 pedone del nero · b3 cavallo del bianco · c3 re del nero · d3 cavallo del nero · c2 pedone del nero · g2 pedone del nero | b8 torre del bianco · g8 alfiere del bianco · h8 alfiere del nero · b7 donna del nero · e7 pedone del bianco · g7 alfiere del bianco · d6 pedone del nero · f6 re del bianco · g6 pedone del bianco · d5 torre del nero · g5 pedone del bianco · a4 pedone del nero · e4 alfiere del nero · h4 torre del bianco · a3 pedone del nero · b3 cavallo del bianco · c3 re del nero · d3 cavallo del nero · c2 pedone del nero · g2 pedone del nero | b8 torre del bianco · g8 alfiere del bianco · h8 alfiere del nero · b7 donna del nero · e7 pedone del bianco · g7 alfiere del bianco · d6 pedone del nero · f6 re del bianco · g6 pedone del bianco · d5 torre del nero · g5 pedone del bianco · a4 pedone del nero · e4 alfiere del nero · h4 torre del bianco · a3 pedone del nero · b3 cavallo del bianco · c3 re del nero · d3 cavallo del nero · c2 pedone del nero · g2 pedone del nero | b8 torre del bianco · g8 alfiere del bianco · h8 alfiere del nero · b7 donna del nero · e7 pedone del bianco · g7 alfiere del bianco · d6 pedone del nero · f6 re del bianco · g6 pedone del bianco · d5 torre del nero · g5 pedone del bianco · a4 pedone del nero · e4 alfiere del nero · h4 torre del bianco · a3 pedone del nero · b3 cavallo del bianco · c3 re del nero · d3 cavallo del nero · c2 pedone del nero · g2 pedone del nero | b8 torre del bianco · g8 alfiere del bianco · h8 alfiere del nero · b7 donna del nero · e7 pedone del bianco · g7 alfiere del bianco · d6 pedone del nero · f6 re del bianco · g6 pedone del bianco · d5 torre del nero · g5 pedone del bianco · a4 pedone del nero · e4 alfiere del nero · h4 torre del bianco · a3 pedone del nero · b3 cavallo del bianco · c3 re del nero · d3 cavallo del nero · c2 pedone del nero · g2 pedone del nero | b8 torre del bianco · g8 alfiere del bianco · h8 alfiere del nero · b7 donna del nero · e7 pedone del bianco · g7 alfiere del bianco · d6 pedone del nero · f6 re del bianco · g6 pedone del bianco · d5 torre del nero · g5 pedone del bianco · a4 pedone del nero · e4 alfiere del nero · h4 torre del bianco · a3 pedone del nero · b3 cavallo del bianco · c3 re del nero · d3 cavallo del nero · c2 pedone del nero · g2 pedone del nero | b8 torre del bianco · g8 alfiere del bianco · h8 alfiere del nero · b7 donna del nero · e7 pedone del bianco · g7 alfiere del bianco · d6 pedone del nero · f6 re del bianco · g6 pedone del bianco · d5 torre del nero · g5 pedone del bianco · a4 pedone del nero · e4 alfiere del nero · h4 torre del bianco · a3 pedone del nero · b3 cavallo del bianco · c3 re del nero · d3 cavallo del nero · c2 pedone del nero · g2 pedone del nero | 4 |
| 3 | b8 torre del bianco · g8 alfiere del bianco · h8 alfiere del nero · b7 donna del nero · e7 pedone del bianco · g7 alfiere del bianco · d6 pedone del nero · f6 re del bianco · g6 pedone del bianco · d5 torre del nero · g5 pedone del bianco · a4 pedone del nero · e4 alfiere del nero · h4 torre del bianco · a3 pedone del nero · b3 cavallo del bianco · c3 re del nero · d3 cavallo del nero · c2 pedone del nero · g2 pedone del nero | b8 torre del bianco · g8 alfiere del bianco · h8 alfiere del nero · b7 donna del nero · e7 pedone del bianco · g7 alfiere del bianco · d6 pedone del nero · f6 re del bianco · g6 pedone del bianco · d5 torre del nero · g5 pedone del bianco · a4 pedone del nero · e4 alfiere del nero · h4 torre del bianco · a3 pedone del nero · b3 cavallo del bianco · c3 re del nero · d3 cavallo del nero · c2 pedone del nero · g2 pedone del nero | b8 torre del bianco · g8 alfiere del bianco · h8 alfiere del nero · b7 donna del nero · e7 pedone del bianco · g7 alfiere del bianco · d6 pedone del nero · f6 re del bianco · g6 pedone del bianco · d5 torre del nero · g5 pedone del bianco · a4 pedone del nero · e4 alfiere del nero · h4 torre del bianco · a3 pedone del nero · b3 cavallo del bianco · c3 re del nero · d3 cavallo del nero · c2 pedone del nero · g2 pedone del nero | b8 torre del bianco · g8 alfiere del bianco · h8 alfiere del nero · b7 donna del nero · e7 pedone del bianco · g7 alfiere del bianco · d6 pedone del nero · f6 re del bianco · g6 pedone del bianco · d5 torre del nero · g5 pedone del bianco · a4 pedone del nero · e4 alfiere del nero · h4 torre del bianco · a3 pedone del nero · b3 cavallo del bianco · c3 re del nero · d3 cavallo del nero · c2 pedone del nero · g2 pedone del nero | b8 torre del bianco · g8 alfiere del bianco · h8 alfiere del nero · b7 donna del nero · e7 pedone del bianco · g7 alfiere del bianco · d6 pedone del nero · f6 re del bianco · g6 pedone del bianco · d5 torre del nero · g5 pedone del bianco · a4 pedone del nero · e4 alfiere del nero · h4 torre del bianco · a3 pedone del nero · b3 cavallo del bianco · c3 re del nero · d3 cavallo del nero · c2 pedone del nero · g2 pedone del nero | b8 torre del bianco · g8 alfiere del bianco · h8 alfiere del nero · b7 donna del nero · e7 pedone del bianco · g7 alfiere del bianco · d6 pedone del nero · f6 re del bianco · g6 pedone del bianco · d5 torre del nero · g5 pedone del bianco · a4 pedone del nero · e4 alfiere del nero · h4 torre del bianco · a3 pedone del nero · b3 cavallo del bianco · c3 re del nero · d3 cavallo del nero · c2 pedone del nero · g2 pedone del nero | b8 torre del bianco · g8 alfiere del bianco · h8 alfiere del nero · b7 donna del nero · e7 pedone del bianco · g7 alfiere del bianco · d6 pedone del nero · f6 re del bianco · g6 pedone del bianco · d5 torre del nero · g5 pedone del bianco · a4 pedone del nero · e4 alfiere del nero · h4 torre del bianco · a3 pedone del nero · b3 cavallo del bianco · c3 re del nero · d3 cavallo del nero · c2 pedone del nero · g2 pedone del nero | b8 torre del bianco · g8 alfiere del bianco · h8 alfiere del nero · b7 donna del nero · e7 pedone del bianco · g7 alfiere del bianco · d6 pedone del nero · f6 re del bianco · g6 pedone del bianco · d5 torre del nero · g5 pedone del bianco · a4 pedone del nero · e4 alfiere del nero · h4 torre del bianco · a3 pedone del nero · b3 cavallo del bianco · c3 re del nero · d3 cavallo del nero · c2 pedone del nero · g2 pedone del nero | 3 |
| 2 | b8 torre del bianco · g8 alfiere del bianco · h8 alfiere del nero · b7 donna del nero · e7 pedone del bianco · g7 alfiere del bianco · d6 pedone del nero · f6 re del bianco · g6 pedone del bianco · d5 torre del nero · g5 pedone del bianco · a4 pedone del nero · e4 alfiere del nero · h4 torre del bianco · a3 pedone del nero · b3 cavallo del bianco · c3 re del nero · d3 cavallo del nero · c2 pedone del nero · g2 pedone del nero | b8 torre del bianco · g8 alfiere del bianco · h8 alfiere del nero · b7 donna del nero · e7 pedone del bianco · g7 alfiere del bianco · d6 pedone del nero · f6 re del bianco · g6 pedone del bianco · d5 torre del nero · g5 pedone del bianco · a4 pedone del nero · e4 alfiere del nero · h4 torre del bianco · a3 pedone del nero · b3 cavallo del bianco · c3 re del nero · d3 cavallo del nero · c2 pedone del nero · g2 pedone del nero | b8 torre del bianco · g8 alfiere del bianco · h8 alfiere del nero · b7 donna del nero · e7 pedone del bianco · g7 alfiere del bianco · d6 pedone del nero · f6 re del bianco · g6 pedone del bianco · d5 torre del nero · g5 pedone del bianco · a4 pedone del nero · e4 alfiere del nero · h4 torre del bianco · a3 pedone del nero · b3 cavallo del bianco · c3 re del nero · d3 cavallo del nero · c2 pedone del nero · g2 pedone del nero | b8 torre del bianco · g8 alfiere del bianco · h8 alfiere del nero · b7 donna del nero · e7 pedone del bianco · g7 alfiere del bianco · d6 pedone del nero · f6 re del bianco · g6 pedone del bianco · d5 torre del nero · g5 pedone del bianco · a4 pedone del nero · e4 alfiere del nero · h4 torre del bianco · a3 pedone del nero · b3 cavallo del bianco · c3 re del nero · d3 cavallo del nero · c2 pedone del nero · g2 pedone del nero | b8 torre del bianco · g8 alfiere del bianco · h8 alfiere del nero · b7 donna del nero · e7 pedone del bianco · g7 alfiere del bianco · d6 pedone del nero · f6 re del bianco · g6 pedone del bianco · d5 torre del nero · g5 pedone del bianco · a4 pedone del nero · e4 alfiere del nero · h4 torre del bianco · a3 pedone del nero · b3 cavallo del bianco · c3 re del nero · d3 cavallo del nero · c2 pedone del nero · g2 pedone del nero | b8 torre del bianco · g8 alfiere del bianco · h8 alfiere del nero · b7 donna del nero · e7 pedone del bianco · g7 alfiere del bianco · d6 pedone del nero · f6 re del bianco · g6 pedone del bianco · d5 torre del nero · g5 pedone del bianco · a4 pedone del nero · e4 alfiere del nero · h4 torre del bianco · a3 pedone del nero · b3 cavallo del bianco · c3 re del nero · d3 cavallo del nero · c2 pedone del nero · g2 pedone del nero | b8 torre del bianco · g8 alfiere del bianco · h8 alfiere del nero · b7 donna del nero · e7 pedone del bianco · g7 alfiere del bianco · d6 pedone del nero · f6 re del bianco · g6 pedone del bianco · d5 torre del nero · g5 pedone del bianco · a4 pedone del nero · e4 alfiere del nero · h4 torre del bianco · a3 pedone del nero · b3 cavallo del bianco · c3 re del nero · d3 cavallo del nero · c2 pedone del nero · g2 pedone del nero | b8 torre del bianco · g8 alfiere del bianco · h8 alfiere del nero · b7 donna del nero · e7 pedone del bianco · g7 alfiere del bianco · d6 pedone del nero · f6 re del bianco · g6 pedone del bianco · d5 torre del nero · g5 pedone del bianco · a4 pedone del nero · e4 alfiere del nero · h4 torre del bianco · a3 pedone del nero · b3 cavallo del bianco · c3 re del nero · d3 cavallo del nero · c2 pedone del nero · g2 pedone del nero | 2 |
| 1 | b8 torre del bianco · g8 alfiere del bianco · h8 alfiere del nero · b7 donna del nero · e7 pedone del bianco · g7 alfiere del bianco · d6 pedone del nero · f6 re del bianco · g6 pedone del bianco · d5 torre del nero · g5 pedone del bianco · a4 pedone del nero · e4 alfiere del nero · h4 torre del bianco · a3 pedone del nero · b3 cavallo del bianco · c3 re del nero · d3 cavallo del nero · c2 pedone del nero · g2 pedone del nero | b8 torre del bianco · g8 alfiere del bianco · h8 alfiere del nero · b7 donna del nero · e7 pedone del bianco · g7 alfiere del bianco · d6 pedone del nero · f6 re del bianco · g6 pedone del bianco · d5 torre del nero · g5 pedone del bianco · a4 pedone del nero · e4 alfiere del nero · h4 torre del bianco · a3 pedone del nero · b3 cavallo del bianco · c3 re del nero · d3 cavallo del nero · c2 pedone del nero · g2 pedone del nero | b8 torre del bianco · g8 alfiere del bianco · h8 alfiere del nero · b7 donna del nero · e7 pedone del bianco · g7 alfiere del bianco · d6 pedone del nero · f6 re del bianco · g6 pedone del bianco · d5 torre del nero · g5 pedone del bianco · a4 pedone del nero · e4 alfiere del nero · h4 torre del bianco · a3 pedone del nero · b3 cavallo del bianco · c3 re del nero · d3 cavallo del nero · c2 pedone del nero · g2 pedone del nero | b8 torre del bianco · g8 alfiere del bianco · h8 alfiere del nero · b7 donna del nero · e7 pedone del bianco · g7 alfiere del bianco · d6 pedone del nero · f6 re del bianco · g6 pedone del bianco · d5 torre del nero · g5 pedone del bianco · a4 pedone del nero · e4 alfiere del nero · h4 torre del bianco · a3 pedone del nero · b3 cavallo del bianco · c3 re del nero · d3 cavallo del nero · c2 pedone del nero · g2 pedone del nero | b8 torre del bianco · g8 alfiere del bianco · h8 alfiere del nero · b7 donna del nero · e7 pedone del bianco · g7 alfiere del bianco · d6 pedone del nero · f6 re del bianco · g6 pedone del bianco · d5 torre del nero · g5 pedone del bianco · a4 pedone del nero · e4 alfiere del nero · h4 torre del bianco · a3 pedone del nero · b3 cavallo del bianco · c3 re del nero · d3 cavallo del nero · c2 pedone del nero · g2 pedone del nero | b8 torre del bianco · g8 alfiere del bianco · h8 alfiere del nero · b7 donna del nero · e7 pedone del bianco · g7 alfiere del bianco · d6 pedone del nero · f6 re del bianco · g6 pedone del bianco · d5 torre del nero · g5 pedone del bianco · a4 pedone del nero · e4 alfiere del nero · h4 torre del bianco · a3 pedone del nero · b3 cavallo del bianco · c3 re del nero · d3 cavallo del nero · c2 pedone del nero · g2 pedone del nero | b8 torre del bianco · g8 alfiere del bianco · h8 alfiere del nero · b7 donna del nero · e7 pedone del bianco · g7 alfiere del bianco · d6 pedone del nero · f6 re del bianco · g6 pedone del bianco · d5 torre del nero · g5 pedone del bianco · a4 pedone del nero · e4 alfiere del nero · h4 torre del bianco · a3 pedone del nero · b3 cavallo del bianco · c3 re del nero · d3 cavallo del nero · c2 pedone del nero · g2 pedone del nero | b8 torre del bianco · g8 alfiere del bianco · h8 alfiere del nero · b7 donna del nero · e7 pedone del bianco · g7 alfiere del bianco · d6 pedone del nero · f6 re del bianco · g6 pedone del bianco · d5 torre del nero · g5 pedone del bianco · a4 pedone del nero · e4 alfiere del nero · h4 torre del bianco · a3 pedone del nero · b3 cavallo del bianco · c3 re del nero · d3 cavallo del nero · c2 pedone del nero · g2 pedone del nero | 1 |
|   | a | b | c | d | e | f | g | h |   |

Soluzione:
a)  1. Axg6 Rxg6+  2. Rxb3 Axd5#

b)  1. Txg5 Rxg5+  2. Rb4 Txb7#

|   | a | b | c | d | e | f | g | h |   |
| 8 | a8 alfiere del nero · c6 pedone del nero · f6 pedone del bianco · h6 torre del nero · h5 torre del bianco · c4 re del nero · d4 pedone del bianco · e4 cavallo del bianco · h4 alfiere del nero · a3 pedone del bianco · c3 pedone del nero · g3 pedone del nero · e2 pedone del nero · a1 torre del nero · b1 alfiere del bianco · g1 cavallo del nero · h1 re del bianco | a8 alfiere del nero · c6 pedone del nero · f6 pedone del bianco · h6 torre del nero · h5 torre del bianco · c4 re del nero · d4 pedone del bianco · e4 cavallo del bianco · h4 alfiere del nero · a3 pedone del bianco · c3 pedone del nero · g3 pedone del nero · e2 pedone del nero · a1 torre del nero · b1 alfiere del bianco · g1 cavallo del nero · h1 re del bianco | a8 alfiere del nero · c6 pedone del nero · f6 pedone del bianco · h6 torre del nero · h5 torre del bianco · c4 re del nero · d4 pedone del bianco · e4 cavallo del bianco · h4 alfiere del nero · a3 pedone del bianco · c3 pedone del nero · g3 pedone del nero · e2 pedone del nero · a1 torre del nero · b1 alfiere del bianco · g1 cavallo del nero · h1 re del bianco | a8 alfiere del nero · c6 pedone del nero · f6 pedone del bianco · h6 torre del nero · h5 torre del bianco · c4 re del nero · d4 pedone del bianco · e4 cavallo del bianco · h4 alfiere del nero · a3 pedone del bianco · c3 pedone del nero · g3 pedone del nero · e2 pedone del nero · a1 torre del nero · b1 alfiere del bianco · g1 cavallo del nero · h1 re del bianco | a8 alfiere del nero · c6 pedone del nero · f6 pedone del bianco · h6 torre del nero · h5 torre del bianco · c4 re del nero · d4 pedone del bianco · e4 cavallo del bianco · h4 alfiere del nero · a3 pedone del bianco · c3 pedone del nero · g3 pedone del nero · e2 pedone del nero · a1 torre del nero · b1 alfiere del bianco · g1 cavallo del nero · h1 re del bianco | a8 alfiere del nero · c6 pedone del nero · f6 pedone del bianco · h6 torre del nero · h5 torre del bianco · c4 re del nero · d4 pedone del bianco · e4 cavallo del bianco · h4 alfiere del nero · a3 pedone del bianco · c3 pedone del nero · g3 pedone del nero · e2 pedone del nero · a1 torre del nero · b1 alfiere del bianco · g1 cavallo del nero · h1 re del bianco | a8 alfiere del nero · c6 pedone del nero · f6 pedone del bianco · h6 torre del nero · h5 torre del bianco · c4 re del nero · d4 pedone del bianco · e4 cavallo del bianco · h4 alfiere del nero · a3 pedone del bianco · c3 pedone del nero · g3 pedone del nero · e2 pedone del nero · a1 torre del nero · b1 alfiere del bianco · g1 cavallo del nero · h1 re del bianco | a8 alfiere del nero · c6 pedone del nero · f6 pedone del bianco · h6 torre del nero · h5 torre del bianco · c4 re del nero · d4 pedone del bianco · e4 cavallo del bianco · h4 alfiere del nero · a3 pedone del bianco · c3 pedone del nero · g3 pedone del nero · e2 pedone del nero · a1 torre del nero · b1 alfiere del bianco · g1 cavallo del nero · h1 re del bianco | 8 |
| 7 | a8 alfiere del nero · c6 pedone del nero · f6 pedone del bianco · h6 torre del nero · h5 torre del bianco · c4 re del nero · d4 pedone del bianco · e4 cavallo del bianco · h4 alfiere del nero · a3 pedone del bianco · c3 pedone del nero · g3 pedone del nero · e2 pedone del nero · a1 torre del nero · b1 alfiere del bianco · g1 cavallo del nero · h1 re del bianco | a8 alfiere del nero · c6 pedone del nero · f6 pedone del bianco · h6 torre del nero · h5 torre del bianco · c4 re del nero · d4 pedone del bianco · e4 cavallo del bianco · h4 alfiere del nero · a3 pedone del bianco · c3 pedone del nero · g3 pedone del nero · e2 pedone del nero · a1 torre del nero · b1 alfiere del bianco · g1 cavallo del nero · h1 re del bianco | a8 alfiere del nero · c6 pedone del nero · f6 pedone del bianco · h6 torre del nero · h5 torre del bianco · c4 re del nero · d4 pedone del bianco · e4 cavallo del bianco · h4 alfiere del nero · a3 pedone del bianco · c3 pedone del nero · g3 pedone del nero · e2 pedone del nero · a1 torre del nero · b1 alfiere del bianco · g1 cavallo del nero · h1 re del bianco | a8 alfiere del nero · c6 pedone del nero · f6 pedone del bianco · h6 torre del nero · h5 torre del bianco · c4 re del nero · d4 pedone del bianco · e4 cavallo del bianco · h4 alfiere del nero · a3 pedone del bianco · c3 pedone del nero · g3 pedone del nero · e2 pedone del nero · a1 torre del nero · b1 alfiere del bianco · g1 cavallo del nero · h1 re del bianco | a8 alfiere del nero · c6 pedone del nero · f6 pedone del bianco · h6 torre del nero · h5 torre del bianco · c4 re del nero · d4 pedone del bianco · e4 cavallo del bianco · h4 alfiere del nero · a3 pedone del bianco · c3 pedone del nero · g3 pedone del nero · e2 pedone del nero · a1 torre del nero · b1 alfiere del bianco · g1 cavallo del nero · h1 re del bianco | a8 alfiere del nero · c6 pedone del nero · f6 pedone del bianco · h6 torre del nero · h5 torre del bianco · c4 re del nero · d4 pedone del bianco · e4 cavallo del bianco · h4 alfiere del nero · a3 pedone del bianco · c3 pedone del nero · g3 pedone del nero · e2 pedone del nero · a1 torre del nero · b1 alfiere del bianco · g1 cavallo del nero · h1 re del bianco | a8 alfiere del nero · c6 pedone del nero · f6 pedone del bianco · h6 torre del nero · h5 torre del bianco · c4 re del nero · d4 pedone del bianco · e4 cavallo del bianco · h4 alfiere del nero · a3 pedone del bianco · c3 pedone del nero · g3 pedone del nero · e2 pedone del nero · a1 torre del nero · b1 alfiere del bianco · g1 cavallo del nero · h1 re del bianco | a8 alfiere del nero · c6 pedone del nero · f6 pedone del bianco · h6 torre del nero · h5 torre del bianco · c4 re del nero · d4 pedone del bianco · e4 cavallo del bianco · h4 alfiere del nero · a3 pedone del bianco · c3 pedone del nero · g3 pedone del nero · e2 pedone del nero · a1 torre del nero · b1 alfiere del bianco · g1 cavallo del nero · h1 re del bianco | 7 |
| 6 | a8 alfiere del nero · c6 pedone del nero · f6 pedone del bianco · h6 torre del nero · h5 torre del bianco · c4 re del nero · d4 pedone del bianco · e4 cavallo del bianco · h4 alfiere del nero · a3 pedone del bianco · c3 pedone del nero · g3 pedone del nero · e2 pedone del nero · a1 torre del nero · b1 alfiere del bianco · g1 cavallo del nero · h1 re del bianco | a8 alfiere del nero · c6 pedone del nero · f6 pedone del bianco · h6 torre del nero · h5 torre del bianco · c4 re del nero · d4 pedone del bianco · e4 cavallo del bianco · h4 alfiere del nero · a3 pedone del bianco · c3 pedone del nero · g3 pedone del nero · e2 pedone del nero · a1 torre del nero · b1 alfiere del bianco · g1 cavallo del nero · h1 re del bianco | a8 alfiere del nero · c6 pedone del nero · f6 pedone del bianco · h6 torre del nero · h5 torre del bianco · c4 re del nero · d4 pedone del bianco · e4 cavallo del bianco · h4 alfiere del nero · a3 pedone del bianco · c3 pedone del nero · g3 pedone del nero · e2 pedone del nero · a1 torre del nero · b1 alfiere del bianco · g1 cavallo del nero · h1 re del bianco | a8 alfiere del nero · c6 pedone del nero · f6 pedone del bianco · h6 torre del nero · h5 torre del bianco · c4 re del nero · d4 pedone del bianco · e4 cavallo del bianco · h4 alfiere del nero · a3 pedone del bianco · c3 pedone del nero · g3 pedone del nero · e2 pedone del nero · a1 torre del nero · b1 alfiere del bianco · g1 cavallo del nero · h1 re del bianco | a8 alfiere del nero · c6 pedone del nero · f6 pedone del bianco · h6 torre del nero · h5 torre del bianco · c4 re del nero · d4 pedone del bianco · e4 cavallo del bianco · h4 alfiere del nero · a3 pedone del bianco · c3 pedone del nero · g3 pedone del nero · e2 pedone del nero · a1 torre del nero · b1 alfiere del bianco · g1 cavallo del nero · h1 re del bianco | a8 alfiere del nero · c6 pedone del nero · f6 pedone del bianco · h6 torre del nero · h5 torre del bianco · c4 re del nero · d4 pedone del bianco · e4 cavallo del bianco · h4 alfiere del nero · a3 pedone del bianco · c3 pedone del nero · g3 pedone del nero · e2 pedone del nero · a1 torre del nero · b1 alfiere del bianco · g1 cavallo del nero · h1 re del bianco | a8 alfiere del nero · c6 pedone del nero · f6 pedone del bianco · h6 torre del nero · h5 torre del bianco · c4 re del nero · d4 pedone del bianco · e4 cavallo del bianco · h4 alfiere del nero · a3 pedone del bianco · c3 pedone del nero · g3 pedone del nero · e2 pedone del nero · a1 torre del nero · b1 alfiere del bianco · g1 cavallo del nero · h1 re del bianco | a8 alfiere del nero · c6 pedone del nero · f6 pedone del bianco · h6 torre del nero · h5 torre del bianco · c4 re del nero · d4 pedone del bianco · e4 cavallo del bianco · h4 alfiere del nero · a3 pedone del bianco · c3 pedone del nero · g3 pedone del nero · e2 pedone del nero · a1 torre del nero · b1 alfiere del bianco · g1 cavallo del nero · h1 re del bianco | 6 |
| 5 | a8 alfiere del nero · c6 pedone del nero · f6 pedone del bianco · h6 torre del nero · h5 torre del bianco · c4 re del nero · d4 pedone del bianco · e4 cavallo del bianco · h4 alfiere del nero · a3 pedone del bianco · c3 pedone del nero · g3 pedone del nero · e2 pedone del nero · a1 torre del nero · b1 alfiere del bianco · g1 cavallo del nero · h1 re del bianco | a8 alfiere del nero · c6 pedone del nero · f6 pedone del bianco · h6 torre del nero · h5 torre del bianco · c4 re del nero · d4 pedone del bianco · e4 cavallo del bianco · h4 alfiere del nero · a3 pedone del bianco · c3 pedone del nero · g3 pedone del nero · e2 pedone del nero · a1 torre del nero · b1 alfiere del bianco · g1 cavallo del nero · h1 re del bianco | a8 alfiere del nero · c6 pedone del nero · f6 pedone del bianco · h6 torre del nero · h5 torre del bianco · c4 re del nero · d4 pedone del bianco · e4 cavallo del bianco · h4 alfiere del nero · a3 pedone del bianco · c3 pedone del nero · g3 pedone del nero · e2 pedone del nero · a1 torre del nero · b1 alfiere del bianco · g1 cavallo del nero · h1 re del bianco | a8 alfiere del nero · c6 pedone del nero · f6 pedone del bianco · h6 torre del nero · h5 torre del bianco · c4 re del nero · d4 pedone del bianco · e4 cavallo del bianco · h4 alfiere del nero · a3 pedone del bianco · c3 pedone del nero · g3 pedone del nero · e2 pedone del nero · a1 torre del nero · b1 alfiere del bianco · g1 cavallo del nero · h1 re del bianco | a8 alfiere del nero · c6 pedone del nero · f6 pedone del bianco · h6 torre del nero · h5 torre del bianco · c4 re del nero · d4 pedone del bianco · e4 cavallo del bianco · h4 alfiere del nero · a3 pedone del bianco · c3 pedone del nero · g3 pedone del nero · e2 pedone del nero · a1 torre del nero · b1 alfiere del bianco · g1 cavallo del nero · h1 re del bianco | a8 alfiere del nero · c6 pedone del nero · f6 pedone del bianco · h6 torre del nero · h5 torre del bianco · c4 re del nero · d4 pedone del bianco · e4 cavallo del bianco · h4 alfiere del nero · a3 pedone del bianco · c3 pedone del nero · g3 pedone del nero · e2 pedone del nero · a1 torre del nero · b1 alfiere del bianco · g1 cavallo del nero · h1 re del bianco | a8 alfiere del nero · c6 pedone del nero · f6 pedone del bianco · h6 torre del nero · h5 torre del bianco · c4 re del nero · d4 pedone del bianco · e4 cavallo del bianco · h4 alfiere del nero · a3 pedone del bianco · c3 pedone del nero · g3 pedone del nero · e2 pedone del nero · a1 torre del nero · b1 alfiere del bianco · g1 cavallo del nero · h1 re del bianco | a8 alfiere del nero · c6 pedone del nero · f6 pedone del bianco · h6 torre del nero · h5 torre del bianco · c4 re del nero · d4 pedone del bianco · e4 cavallo del bianco · h4 alfiere del nero · a3 pedone del bianco · c3 pedone del nero · g3 pedone del nero · e2 pedone del nero · a1 torre del nero · b1 alfiere del bianco · g1 cavallo del nero · h1 re del bianco | 5 |
| 4 | a8 alfiere del nero · c6 pedone del nero · f6 pedone del bianco · h6 torre del nero · h5 torre del bianco · c4 re del nero · d4 pedone del bianco · e4 cavallo del bianco · h4 alfiere del nero · a3 pedone del bianco · c3 pedone del nero · g3 pedone del nero · e2 pedone del nero · a1 torre del nero · b1 alfiere del bianco · g1 cavallo del nero · h1 re del bianco | a8 alfiere del nero · c6 pedone del nero · f6 pedone del bianco · h6 torre del nero · h5 torre del bianco · c4 re del nero · d4 pedone del bianco · e4 cavallo del bianco · h4 alfiere del nero · a3 pedone del bianco · c3 pedone del nero · g3 pedone del nero · e2 pedone del nero · a1 torre del nero · b1 alfiere del bianco · g1 cavallo del nero · h1 re del bianco | a8 alfiere del nero · c6 pedone del nero · f6 pedone del bianco · h6 torre del nero · h5 torre del bianco · c4 re del nero · d4 pedone del bianco · e4 cavallo del bianco · h4 alfiere del nero · a3 pedone del bianco · c3 pedone del nero · g3 pedone del nero · e2 pedone del nero · a1 torre del nero · b1 alfiere del bianco · g1 cavallo del nero · h1 re del bianco | a8 alfiere del nero · c6 pedone del nero · f6 pedone del bianco · h6 torre del nero · h5 torre del bianco · c4 re del nero · d4 pedone del bianco · e4 cavallo del bianco · h4 alfiere del nero · a3 pedone del bianco · c3 pedone del nero · g3 pedone del nero · e2 pedone del nero · a1 torre del nero · b1 alfiere del bianco · g1 cavallo del nero · h1 re del bianco | a8 alfiere del nero · c6 pedone del nero · f6 pedone del bianco · h6 torre del nero · h5 torre del bianco · c4 re del nero · d4 pedone del bianco · e4 cavallo del bianco · h4 alfiere del nero · a3 pedone del bianco · c3 pedone del nero · g3 pedone del nero · e2 pedone del nero · a1 torre del nero · b1 alfiere del bianco · g1 cavallo del nero · h1 re del bianco | a8 alfiere del nero · c6 pedone del nero · f6 pedone del bianco · h6 torre del nero · h5 torre del bianco · c4 re del nero · d4 pedone del bianco · e4 cavallo del bianco · h4 alfiere del nero · a3 pedone del bianco · c3 pedone del nero · g3 pedone del nero · e2 pedone del nero · a1 torre del nero · b1 alfiere del bianco · g1 cavallo del nero · h1 re del bianco | a8 alfiere del nero · c6 pedone del nero · f6 pedone del bianco · h6 torre del nero · h5 torre del bianco · c4 re del nero · d4 pedone del bianco · e4 cavallo del bianco · h4 alfiere del nero · a3 pedone del bianco · c3 pedone del nero · g3 pedone del nero · e2 pedone del nero · a1 torre del nero · b1 alfiere del bianco · g1 cavallo del nero · h1 re del bianco | a8 alfiere del nero · c6 pedone del nero · f6 pedone del bianco · h6 torre del nero · h5 torre del bianco · c4 re del nero · d4 pedone del bianco · e4 cavallo del bianco · h4 alfiere del nero · a3 pedone del bianco · c3 pedone del nero · g3 pedone del nero · e2 pedone del nero · a1 torre del nero · b1 alfiere del bianco · g1 cavallo del nero · h1 re del bianco | 4 |
| 3 | a8 alfiere del nero · c6 pedone del nero · f6 pedone del bianco · h6 torre del nero · h5 torre del bianco · c4 re del nero · d4 pedone del bianco · e4 cavallo del bianco · h4 alfiere del nero · a3 pedone del bianco · c3 pedone del nero · g3 pedone del nero · e2 pedone del nero · a1 torre del nero · b1 alfiere del bianco · g1 cavallo del nero · h1 re del bianco | a8 alfiere del nero · c6 pedone del nero · f6 pedone del bianco · h6 torre del nero · h5 torre del bianco · c4 re del nero · d4 pedone del bianco · e4 cavallo del bianco · h4 alfiere del nero · a3 pedone del bianco · c3 pedone del nero · g3 pedone del nero · e2 pedone del nero · a1 torre del nero · b1 alfiere del bianco · g1 cavallo del nero · h1 re del bianco | a8 alfiere del nero · c6 pedone del nero · f6 pedone del bianco · h6 torre del nero · h5 torre del bianco · c4 re del nero · d4 pedone del bianco · e4 cavallo del bianco · h4 alfiere del nero · a3 pedone del bianco · c3 pedone del nero · g3 pedone del nero · e2 pedone del nero · a1 torre del nero · b1 alfiere del bianco · g1 cavallo del nero · h1 re del bianco | a8 alfiere del nero · c6 pedone del nero · f6 pedone del bianco · h6 torre del nero · h5 torre del bianco · c4 re del nero · d4 pedone del bianco · e4 cavallo del bianco · h4 alfiere del nero · a3 pedone del bianco · c3 pedone del nero · g3 pedone del nero · e2 pedone del nero · a1 torre del nero · b1 alfiere del bianco · g1 cavallo del nero · h1 re del bianco | a8 alfiere del nero · c6 pedone del nero · f6 pedone del bianco · h6 torre del nero · h5 torre del bianco · c4 re del nero · d4 pedone del bianco · e4 cavallo del bianco · h4 alfiere del nero · a3 pedone del bianco · c3 pedone del nero · g3 pedone del nero · e2 pedone del nero · a1 torre del nero · b1 alfiere del bianco · g1 cavallo del nero · h1 re del bianco | a8 alfiere del nero · c6 pedone del nero · f6 pedone del bianco · h6 torre del nero · h5 torre del bianco · c4 re del nero · d4 pedone del bianco · e4 cavallo del bianco · h4 alfiere del nero · a3 pedone del bianco · c3 pedone del nero · g3 pedone del nero · e2 pedone del nero · a1 torre del nero · b1 alfiere del bianco · g1 cavallo del nero · h1 re del bianco | a8 alfiere del nero · c6 pedone del nero · f6 pedone del bianco · h6 torre del nero · h5 torre del bianco · c4 re del nero · d4 pedone del bianco · e4 cavallo del bianco · h4 alfiere del nero · a3 pedone del bianco · c3 pedone del nero · g3 pedone del nero · e2 pedone del nero · a1 torre del nero · b1 alfiere del bianco · g1 cavallo del nero · h1 re del bianco | a8 alfiere del nero · c6 pedone del nero · f6 pedone del bianco · h6 torre del nero · h5 torre del bianco · c4 re del nero · d4 pedone del bianco · e4 cavallo del bianco · h4 alfiere del nero · a3 pedone del bianco · c3 pedone del nero · g3 pedone del nero · e2 pedone del nero · a1 torre del nero · b1 alfiere del bianco · g1 cavallo del nero · h1 re del bianco | 3 |
| 2 | a8 alfiere del nero · c6 pedone del nero · f6 pedone del bianco · h6 torre del nero · h5 torre del bianco · c4 re del nero · d4 pedone del bianco · e4 cavallo del bianco · h4 alfiere del nero · a3 pedone del bianco · c3 pedone del nero · g3 pedone del nero · e2 pedone del nero · a1 torre del nero · b1 alfiere del bianco · g1 cavallo del nero · h1 re del bianco | a8 alfiere del nero · c6 pedone del nero · f6 pedone del bianco · h6 torre del nero · h5 torre del bianco · c4 re del nero · d4 pedone del bianco · e4 cavallo del bianco · h4 alfiere del nero · a3 pedone del bianco · c3 pedone del nero · g3 pedone del nero · e2 pedone del nero · a1 torre del nero · b1 alfiere del bianco · g1 cavallo del nero · h1 re del bianco | a8 alfiere del nero · c6 pedone del nero · f6 pedone del bianco · h6 torre del nero · h5 torre del bianco · c4 re del nero · d4 pedone del bianco · e4 cavallo del bianco · h4 alfiere del nero · a3 pedone del bianco · c3 pedone del nero · g3 pedone del nero · e2 pedone del nero · a1 torre del nero · b1 alfiere del bianco · g1 cavallo del nero · h1 re del bianco | a8 alfiere del nero · c6 pedone del nero · f6 pedone del bianco · h6 torre del nero · h5 torre del bianco · c4 re del nero · d4 pedone del bianco · e4 cavallo del bianco · h4 alfiere del nero · a3 pedone del bianco · c3 pedone del nero · g3 pedone del nero · e2 pedone del nero · a1 torre del nero · b1 alfiere del bianco · g1 cavallo del nero · h1 re del bianco | a8 alfiere del nero · c6 pedone del nero · f6 pedone del bianco · h6 torre del nero · h5 torre del bianco · c4 re del nero · d4 pedone del bianco · e4 cavallo del bianco · h4 alfiere del nero · a3 pedone del bianco · c3 pedone del nero · g3 pedone del nero · e2 pedone del nero · a1 torre del nero · b1 alfiere del bianco · g1 cavallo del nero · h1 re del bianco | a8 alfiere del nero · c6 pedone del nero · f6 pedone del bianco · h6 torre del nero · h5 torre del bianco · c4 re del nero · d4 pedone del bianco · e4 cavallo del bianco · h4 alfiere del nero · a3 pedone del bianco · c3 pedone del nero · g3 pedone del nero · e2 pedone del nero · a1 torre del nero · b1 alfiere del bianco · g1 cavallo del nero · h1 re del bianco | a8 alfiere del nero · c6 pedone del nero · f6 pedone del bianco · h6 torre del nero · h5 torre del bianco · c4 re del nero · d4 pedone del bianco · e4 cavallo del bianco · h4 alfiere del nero · a3 pedone del bianco · c3 pedone del nero · g3 pedone del nero · e2 pedone del nero · a1 torre del nero · b1 alfiere del bianco · g1 cavallo del nero · h1 re del bianco | a8 alfiere del nero · c6 pedone del nero · f6 pedone del bianco · h6 torre del nero · h5 torre del bianco · c4 re del nero · d4 pedone del bianco · e4 cavallo del bianco · h4 alfiere del nero · a3 pedone del bianco · c3 pedone del nero · g3 pedone del nero · e2 pedone del nero · a1 torre del nero · b1 alfiere del bianco · g1 cavallo del nero · h1 re del bianco | 2 |
| 1 | a8 alfiere del nero · c6 pedone del nero · f6 pedone del bianco · h6 torre del nero · h5 torre del bianco · c4 re del nero · d4 pedone del bianco · e4 cavallo del bianco · h4 alfiere del nero · a3 pedone del bianco · c3 pedone del nero · g3 pedone del nero · e2 pedone del nero · a1 torre del nero · b1 alfiere del bianco · g1 cavallo del nero · h1 re del bianco | a8 alfiere del nero · c6 pedone del nero · f6 pedone del bianco · h6 torre del nero · h5 torre del bianco · c4 re del nero · d4 pedone del bianco · e4 cavallo del bianco · h4 alfiere del nero · a3 pedone del bianco · c3 pedone del nero · g3 pedone del nero · e2 pedone del nero · a1 torre del nero · b1 alfiere del bianco · g1 cavallo del nero · h1 re del bianco | a8 alfiere del nero · c6 pedone del nero · f6 pedone del bianco · h6 torre del nero · h5 torre del bianco · c4 re del nero · d4 pedone del bianco · e4 cavallo del bianco · h4 alfiere del nero · a3 pedone del bianco · c3 pedone del nero · g3 pedone del nero · e2 pedone del nero · a1 torre del nero · b1 alfiere del bianco · g1 cavallo del nero · h1 re del bianco | a8 alfiere del nero · c6 pedone del nero · f6 pedone del bianco · h6 torre del nero · h5 torre del bianco · c4 re del nero · d4 pedone del bianco · e4 cavallo del bianco · h4 alfiere del nero · a3 pedone del bianco · c3 pedone del nero · g3 pedone del nero · e2 pedone del nero · a1 torre del nero · b1 alfiere del bianco · g1 cavallo del nero · h1 re del bianco | a8 alfiere del nero · c6 pedone del nero · f6 pedone del bianco · h6 torre del nero · h5 torre del bianco · c4 re del nero · d4 pedone del bianco · e4 cavallo del bianco · h4 alfiere del nero · a3 pedone del bianco · c3 pedone del nero · g3 pedone del nero · e2 pedone del nero · a1 torre del nero · b1 alfiere del bianco · g1 cavallo del nero · h1 re del bianco | a8 alfiere del nero · c6 pedone del nero · f6 pedone del bianco · h6 torre del nero · h5 torre del bianco · c4 re del nero · d4 pedone del bianco · e4 cavallo del bianco · h4 alfiere del nero · a3 pedone del bianco · c3 pedone del nero · g3 pedone del nero · e2 pedone del nero · a1 torre del nero · b1 alfiere del bianco · g1 cavallo del nero · h1 re del bianco | a8 alfiere del nero · c6 pedone del nero · f6 pedone del bianco · h6 torre del nero · h5 torre del bianco · c4 re del nero · d4 pedone del bianco · e4 cavallo del bianco · h4 alfiere del nero · a3 pedone del bianco · c3 pedone del nero · g3 pedone del nero · e2 pedone del nero · a1 torre del nero · b1 alfiere del bianco · g1 cavallo del nero · h1 re del bianco | a8 alfiere del nero · c6 pedone del nero · f6 pedone del bianco · h6 torre del nero · h5 torre del bianco · c4 re del nero · d4 pedone del bianco · e4 cavallo del bianco · h4 alfiere del nero · a3 pedone del bianco · c3 pedone del nero · g3 pedone del nero · e2 pedone del nero · a1 torre del nero · b1 alfiere del bianco · g1 cavallo del nero · h1 re del bianco | 1 |
|   | a | b | c | d | e | f | g | h |   |

Soluzione:
a)  1. c5 Ac2 2. cxd4 Tc5#

b)  1. Axf6 Cc5 2. Axd4 Bd3#